# Fran Harris
Fran Harris (Dallas, 12 marzo 1965) è un'ex cestista e conduttrice televisiva statunitense, professionista nella WNBA.

## Carriera
Con gli Stati Uniti ha disputato i Campionati mondiali del 1986.

## Palmarès
- Campione NCAA (1986)
- Campionato WNBA: 1

Houston Comets: 1997